# Kašov
Kašov (Hongaars: Kásó) is een Slowaakse gemeente in de regio Košice, en maakt deel uit van het district Trebišov.
Kašov telt 277 inwoners.